# Бобри (Логойський район)
Бобри — (біл. вёска Бабры), село (веска) в складі Логойського району розташоване в Мінській області Білорусі, підпорядковане Янушковицькій сільській раді.
Село Бобри розташоване в центральних районах Білорусі, у північній частині Мінської області - орієнтовне розташування [Архівовано 17 травня 2020 у Wayback Machine.].